# Apatiu, Bistrița-Năsăud
Apatiu (în maghiară Dellőapáti, în traducere „[satul] din Vale al Abatelui”) este un sat în comuna Chiochiș din județul Bistrița-Năsăud, Transilvania, România. În evul mediu a fost posesiune a Abației de la Cluj-Mănăștur.

## Monumente istorice
Aici se află o biserică din lemn construită aproximativ în anul 1740. În ea s-au ținut slujbe religioase până în anul 1999 când noua biserică începută în anul 1990 (și încă nefinisată din lipsă de fonduri) a putut fi utilizată pentru ținerea acestora.

## Imagini

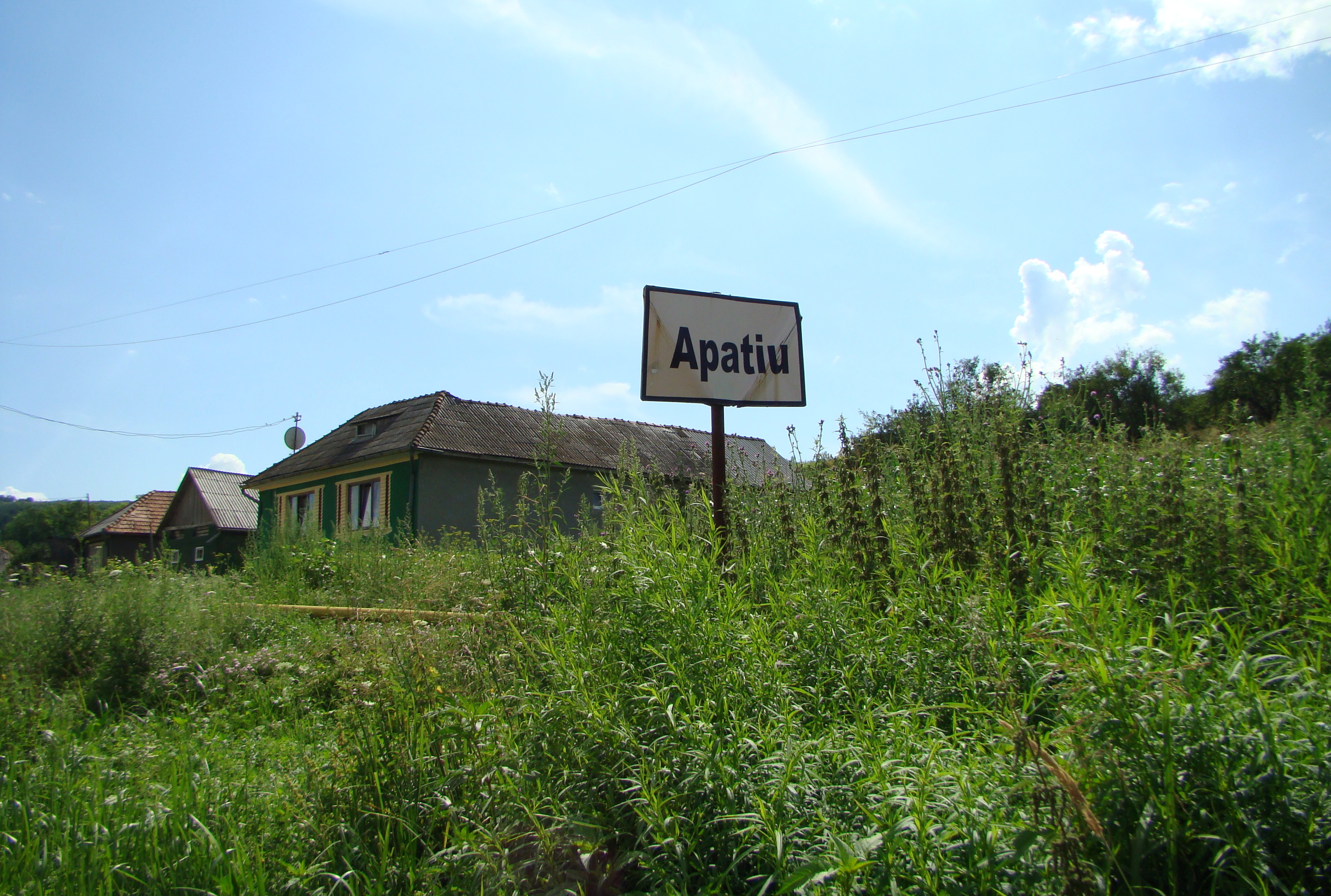
Intrarea în localitate
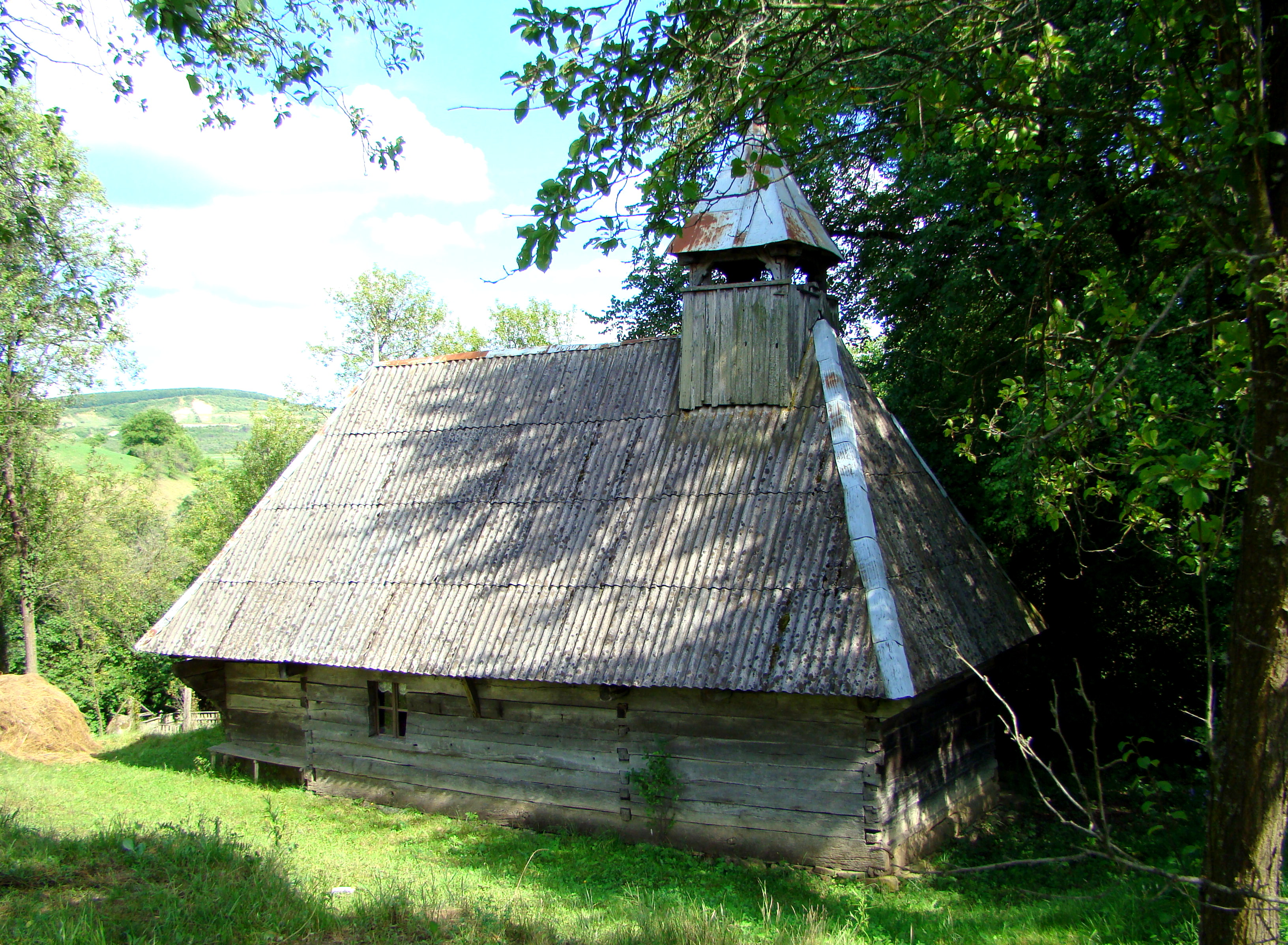
Biserica de lemn (monument istoric)
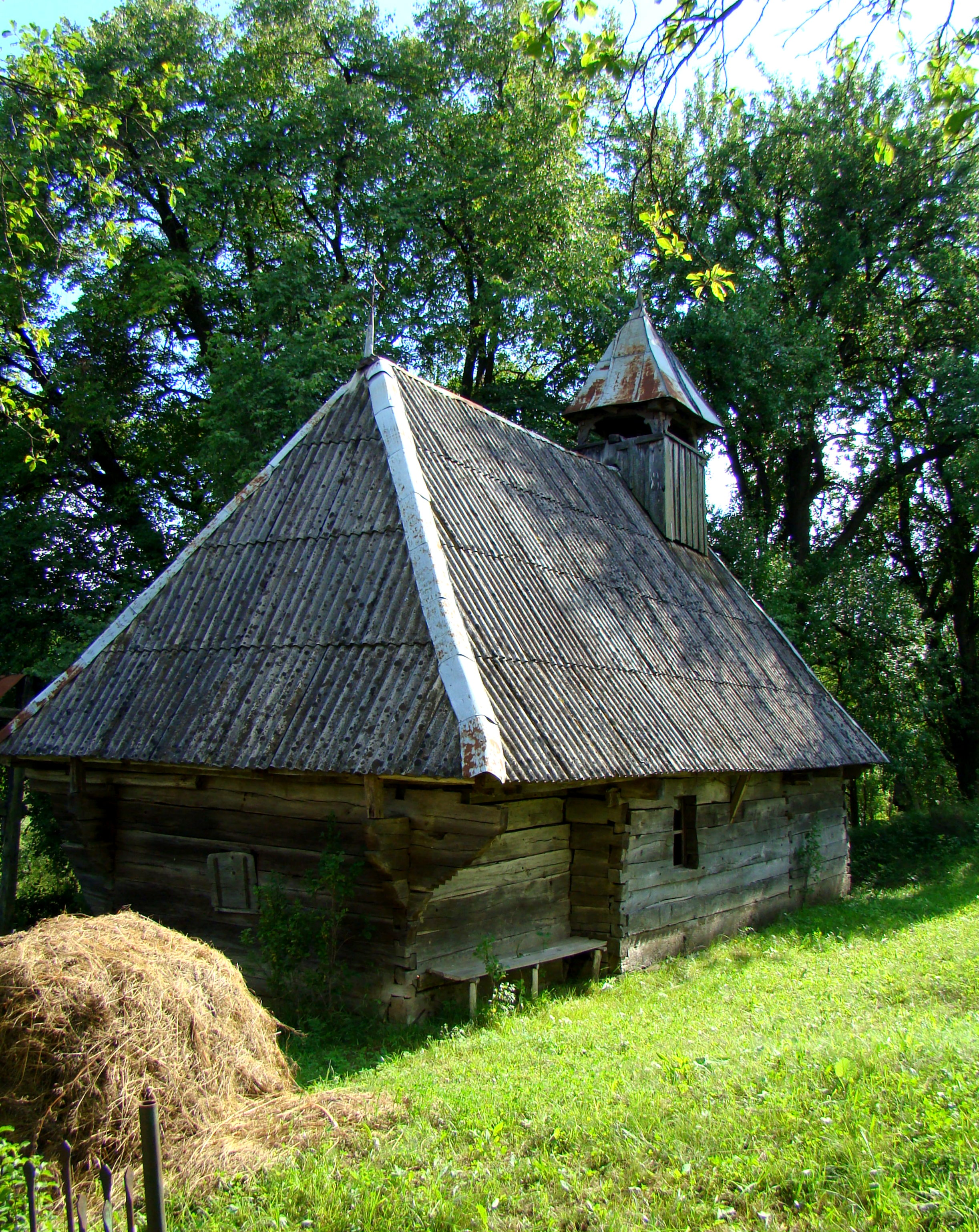
Biserica de lemn (monument istoric)
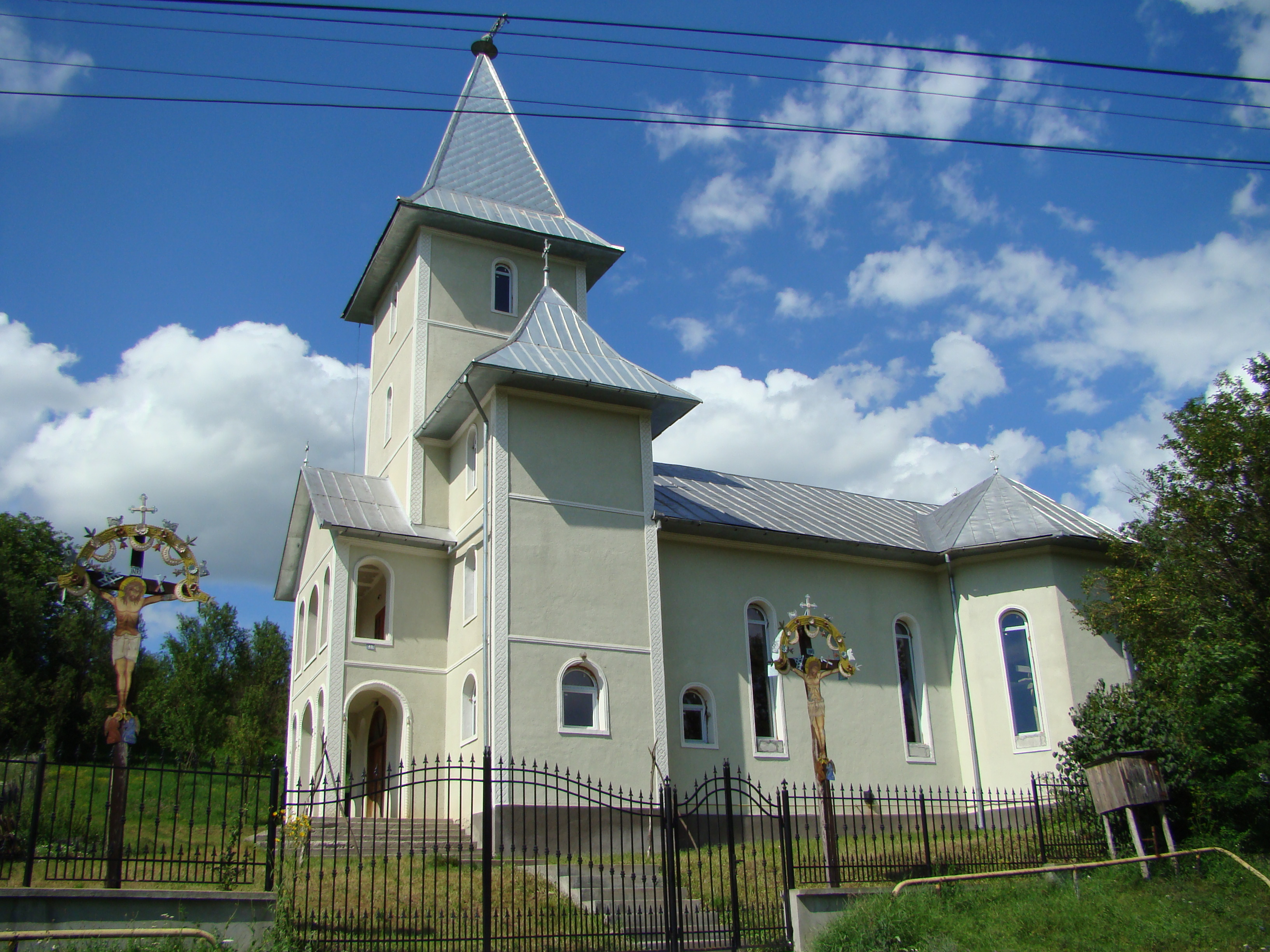
Biserica ortodoxă cu hramul Nașterea Sfântului Ioan Botezătorul